# Маріо Сандзулло
Маріо Сандзулло (італ. Mario Sanzullo, 5 червня 1993) — італійський плавець.